# 丘逢甲「冬官第」匾
丘逢甲「冬官第」匾，原掛於丘逢甲潭子自宅，其名來自丘逢甲為工部主事虞衡清吏司行走，後流落至永靖邱姓宗祠，再被偷賣，經丘逢甲親族在1983年購回，現藏於國立歷史博物館。

## 歷史

### 此匾由來
光緒十五年（1889年），丘逢甲己丑科殿試，得第三甲第九十六名賜同進士出身，派任古稱為「冬官」的工部。次年，丘逢甲回臺灣，在大埔厝（今台中市潭子區大豐里）建立進士第，以宅中柏樹為名取「柏莊」。因進士可在自家立旗桿、掛「進士第」等匾等以示光大門楣，就由丘逢甲當時會試的四位總裁-禮部尚書李鴻藻、工部尚書崑岡、工部尚書潘祖蔭、兵部侍郎廖壽恆在匾上聯名。圖樣為兩塊福州杉塗上紅漆，以金粉書寫出「冬官第」三字。
依高陽判斷，丘逢甲在虞衡清吏司為非正式編制的行走，需至少三年才能補上缺額，為避僭妄，得「冬官第」匾應是光緒十八年（1892年）至二十年（1894年）左右。對此，台灣省文獻會委員謝浩以杜甫稱為「杜工部」為例，丘逢甲雖為低階官員但用「冬官」合理。

### 流落永靖

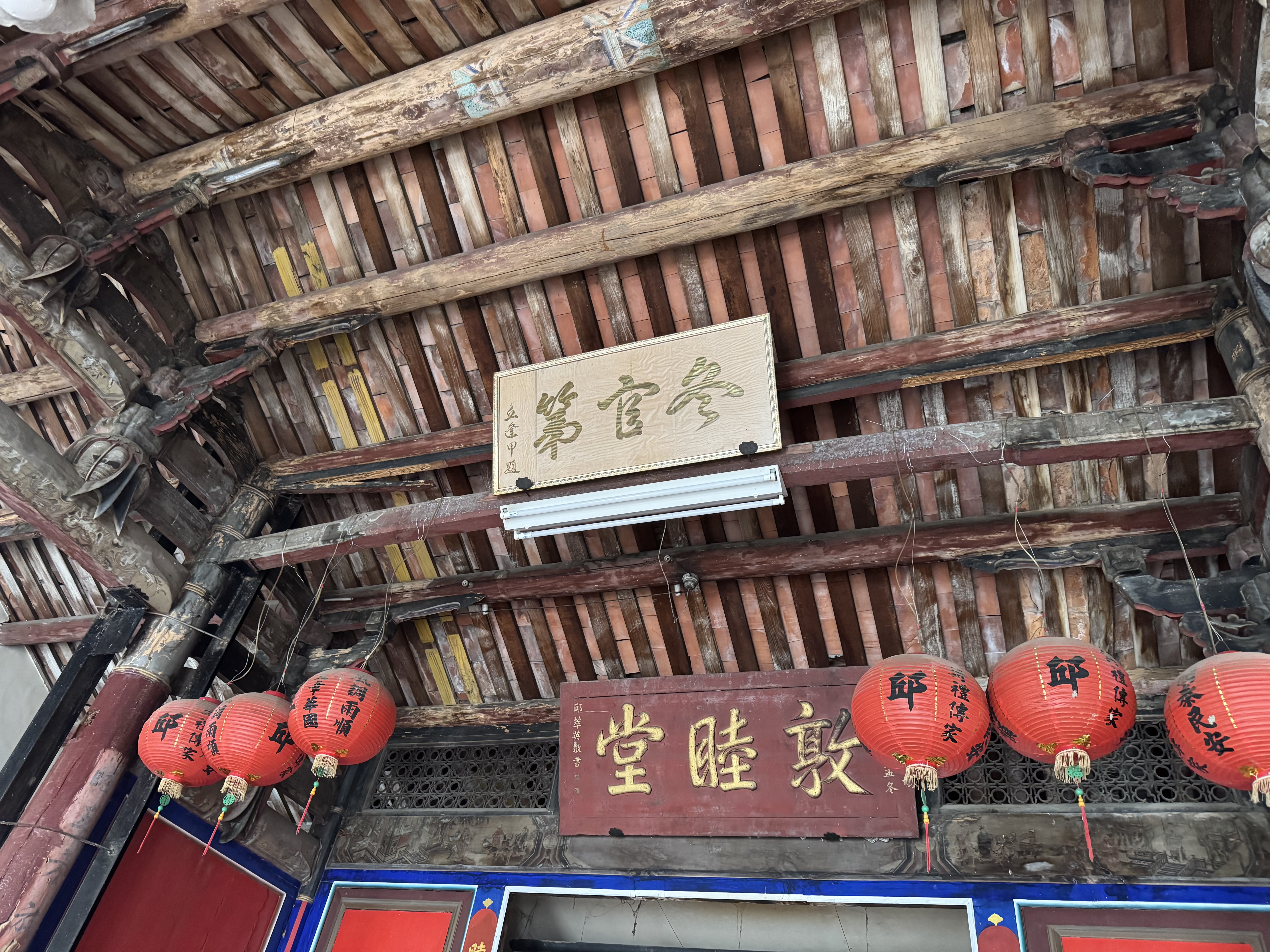
永靖邱氏祠堂仿丘逢甲「冬官第」匾、「敦睦堂」匾

光緒二十一年（1895年）7月25日，參與乙未戰爭的丘逢甲決定離開臺灣返回祖籍蕉嶺，由三弟邱樹甲將文物寄託於筱雲山莊。在日軍來臺中前，匪徒便搶掠柏莊並焚毀之。對於丘逢甲的「冬官第」與「文魁」匾為何日後會流落至永靖邱姓宗祠，該宗祠管理員邱垂通說祖先邱萃英建立此祠堂時，丘逢甲曾前來認親，加上日後族人邱沼澤曾幫丘逢甲兒子丘念台，可能因此得到這兩匾。
丘逢甲與祖籍饒平的邱萃英之所以有共同祖先，是因邱翠英的饒平開基祖丘成實有曾孫丘必仁先遷至長汀，丘必仁孫子丘三五郎再遷往寧化，丘三五郎曾孫丘六十郎遷到鎮平而成為蕉嶺邱氏的始祖。至乾隆年間，丘逢甲曾祖邱仕俊自蕉嶺遷至東勢角溪心仔（今台中市東勢區東新巷）。到戴潮春事件，丘逢甲父親邱龍章從東勢角改居銅鑼。日久，分散於東勢、翁子、大坑、銅鑼等地的丘逢甲近親已不知彰化永靖有同宗遠親。

### 遭到偷賣
1970年代，因暫駐臺灣的外籍人士愛好影響，臺灣民藝品受到重視，出現民藝品商店、拍賣市場，如台北市的福君商場、光華商場。自1979年開始，永靖邱氏祠堂的文物陸續不見，先是三塊的公媽神牌、再來是左右兩進的廿四孝雕刻石像，稍後就是「冬官第」匾。祠堂管理員邱垂通為避免再度遭竊，就將丘逢甲「文魁」匾、邱萃英「明經」匾，暫放於族人家中。
邱萃英五代子孫邱善本自小個性頑劣，曾多次被移送管訓，又有賭博惡習。1980年間，邱善本偷將「冬官第」匾以新台幣六千元賣與田中鎮一家銀樓，同年6月再被以兩萬五千元轉賣於福君市場的王姓商人。1983年，王姓商人再賣與光華商場古泉齋老闆張深泉，後被住在台北市延吉街的畫家戚維義以三萬元購買回家。丘逢甲的直系孫子丘應楠，得知消息後表示會買回。對於盜賣「冬官第」匾之事，邱善本未對族人交代解釋。他晚年時因在2003年5月16日猥褻女童而入獄半年，2007年3月2日再度猥褻女童判刑3年6個月。

### 贈與政府
丘逢甲孫女丘應棠、姪孫丘秀芷之前就以二十萬元購回丘逢甲《柏莊詩草》詩稿。1983年，丘秀芷讀到《民生報》報導「丘逢甲遺物流落古董市場」，3月24日一早便與《民生報》陳小凌聯繫，去戚維義家商量。10點，戚維義見到丘秀芷請求割愛時，先反問他們丘家子孫為何沒好好保管。原先戚維義想免費歸還，但在陳小凌等勸說下，改以原價出售。當天中午，「冬官第」匾被丘秀芷購回家中。
1983年12月26日，丘逢甲一百二十歲冥誕日，下午2點半，在文建會主任委員陳奇祿見證下，丘逢甲遺族將「冬官第」匾及《柏莊詩草》詩稿捐贈給國立歷史博物館。當年為充實歷史博物館舉行的丘逢甲冥誕紀念展，邱家將邱逢甲相關人物的文物借來，包括唐景崧、吳子光等遺墨，並將丘逢甲書寫「且看鷹隼出風塵」文字重現於世，以清遺族多年的憋屈。